# Legenda lui Tarzan (film)
Legenda lui Tarzan (titlu original: The Legend of Tarzan) este un film american de aventură din 2016 regizat de David Yates bazat pe personajul Tarzan creat de Edgar Rice Burroughs. Rolurile principale au fost interpretate de actorii Alexander Skarsgård, Samuel L. Jackson, Margot Robbie, Djimon Hounsou, Jim Broadbent și Christoph Waltz.

## Prezentare
Povestea îl urmărește pe John Clayton (Tarzan), care, după ce s-a mutat la Londra, este convins de George Washington Williams să se întoarcă la fosta sa casă din junglele Africii, pentru a investiga un posibil caz de sclavie.

## Distribuție
- Alexander Skarsgård - John Clayton III, 5th Earl of Greystoke/Tarzan
- Christoph Waltz - Captain Léon Rom
- Samuel L. Jackson - George Washington Williams
- Margot Robbie - Jane Clayton, Countess of Greystoke, née Porter
- Djimon Hounsou - Chief Mbonga
- Jim Broadbent - The 3rd Marquess of Salisbury, the British Prime Minister.
- Casper Crump - Major Kerckhover
- Ben Chaplin - Captain Moulle
- Hadley Fraser - John Clayton II, 4th Earl of Greystoke (tatăl lui Tarzan)
- Genevieve O'Reilly - Alice Clayton, Countess of Greystoke (mama lui Tarzan)
- Yule Masiteng - Muviro, the chieftain of the Kuba people
- Mimi Ndiweni - Eshe
- Simon Russell Beale - Mr. Frum
- Matt Cross - as Akut
- Madeleine Worrall - Kala
- William Wollen - Kerchak
- Cédric Weber - The French Engineer
- Richard James-Neale - The Jug-Eared Soldier